# (7916) 1981 EN
(7916) 1981 EN (1981 EN, 1981 EG35) — астероїд головного поясу, відкритий 1 березня 1981 року.
Тіссеранів параметр щодо Юпітера — 3,512.